# IC 1403
IC 1403 ist eine Spiralgalaxie vom Hubble-Typ S im Sternbild Wassermann auf der Ekliptik. Sie ist schätzungsweise 376 Millionen Lichtjahre von der Milchstraße entfernt und hat einen Durchmesser von etwa 55.000 Lj.
Das Objekt wurde am 3. August 1892 von Stéphane Javelle entdeckt.